# Can't Fight Fate
Can't Fight Fate es el segundo álbum de la cantante y productora Taylor Dayne, el disco continuó con el éxito de su anterior trabajo "Tell It to My Heart" consolidándola como una artista fructifera y popular, el suceso lo hizo acreedor de 3 disco de platino certificado por RIAA, incluye los Hits Top Ten "With Every Beat of My Heart" y "I'll Be Your Shelter", el N. #1 indiscutible "Love Will Lead You Back" y el Top 20 "Heart of Stone".
La Balada "Love Will Lead You Back" compuesta por Diane Warren batió récords en varios países al situarse en el N.#1 y ha sido catalogada como una de las mejores logradas en la época de los años 1980, en 1991 la cantante mexicana Yuri hace la versión al español bajo el título de "Quién Eres Tú".

## Lista de canciones
1. "With Every Beat of My Heart" (T. Faragher, L. Golden, A. Baker) – 4:22
2. "I'll Be Your Shelter" (D. Warren) – 4:45
3. "Love Will Lead You Back" (D. Warren) – 4:39
4. "Heart of Stone" (E. Wolff, G. Tripp) – 4:19
5. "You Can't Fight Fate" (D. Warren) – 4:42
6. "Up All Night" (S. Peiken, S. Rimland, K. Keating) – 4:07
7. "I Know the Feeling" (M. Hamlisch, A. Bergman, M. Bergman) – 4:48
8. "Wait for Me" (A. Armato, R. Neigher) – 3:42
9. "You Meant the World to Me" (T. Dayne, R. Wake) – 4:09
10. "Ain't No Good" (T. Dayne, T. Byrnes, R. Wake) – 4:04

## Personal

### Músicos
- Taylor Dayne - vocalista y coros (tracks 2, 5, 10)
- Rich Tancredi - teclados (tracks 1-4, 6-10)
- Tommy Byrnes - guitarra, guitarra rítmica, coros (track 10)
- Bob Cadway - guitarra (tracks 3-4, 7-9)
- Blues Saraceno - guitarra (solo) (track 5)
- Kevin Jenkins - bajo (track 2)
- J.M. Stevens - bajo (track 5)
- Joe Franco - batería (tracks 1-5, 7-10)
- Richie Jones - programación de batería (track 6)
- Joel Peskin - saxofón (track 1, 9)
- Richie Cannata - saxofón (solo) (tracks 4, 5, 7)
- Jerry Hey - trompetas (track 1), horns (track 9)
- Gary Grant - trompetas (track 1), trompa (track 9)
- Bill Reichenbach Jr. - trompetas (track 1), trompa (track 9)
- Paul Tuthill -trumpeta (solo) (track 5)
- Billy T. Scott - coros (tracks 1, 3-10)
- Jamillah Muhammad - coros (tracks 1, 3-10)
- Gloria Weems - coros (tracks 1, 4)
- Ricky Nelson - coros (tracks 1, 3, 7)
- Kathy Troccoli - coros (track 2)

### Producción
- Bob Cadway - Ingeniero de Grabación y Mezclas
- Clive Davis - Productor Ejecutivo
- Ric Wake - Arreglos
- Rich Tancredi - Arreglos (tracks 1, 3-4, 6-10)
- Billy T. Scott - Arreglos (tracks 1, 3-4, 8)
- Jerry Hey - Arreglos (tracks 1, 9)
- Taylor Dayne - Arreglos (track 10)
- David Barratt - Coordinador de Producción
- Thomas Uberman Yezzi - Asistente Ingeniero
- Rob Caprio - Asistente Ingeniero
- Dan Hetzel - Asistente Ingeniero
- Susan Gibbons - Asistente Ingeniero
- Thom Cadley - Asistente Ingeniero
- Mario Vásquez - Asistente Ingeniero
- Brett Swain - Asistente Ingeniero
- Raoul Rogut - Asistente Ingeniero
- Greg Arnold - Asistente Ingeniero
- Susan Mendola - Dirección Artística
- Wayne Maser - Fotografía
- Philippe Becker - Maquillaje/Cabello
- Juliet Cuming - Estilista

## Sencillos
- "With Every Beat of My Heart" (10 de octubre de 1989)
- "Love Will Lead You Back" (1990)
- "I'll Be Your Shelter" (23 de abril de 1990)
- "Heart of Stone" (1990)

- Datos: Q5028866